# Niedomykalność zastawki mitralnej
Niedomykalność zastawki mitralnej (łac. insufficientia valvulae mitralis, ang. mitral regurgitation, MR) – wada serca polegająca na nieprawidłowym zamykaniu się płatków zastawki dwudzielnej, powodującym wsteczny przepływ krwi z lewej komory do lewego przedsionka podczas skurczu. 

## Etiologia
Przyczyny przewlekłej niedomykalności mitralnej:
- choroby zapalne:
  - gorączka reumatyczna
  - toczeń rumieniowaty układowy
  - zespół antyfosfolipidowy
  - twardzina
  - choroba Kawasakiego
- choroby zwyrodnieniowe:
  - zespół Barlowa
  - zespół Marfana
  - zespół Ehlersa-Danlosa
- choroby mięśnia sercowego:
  - choroba niedokrwienna serca
  - kardiomiopatia rozstrzeniowa
  - kardiomiopatia przerostowa
- choroby spichrzeniowe i naciekowe:
  - amyloidoza
  - zespół hipereozynofilowy
  - zespół rakowiaka
- przyczyny jatrogenne:
  - przyjmowanie pochodnych ergotaminy
  - przyjmowanie fenfluraminy
- wady wrodzone:
  - rozszczep płatka zastawki mitralnej
  - dwuujściowa zastawka mitralna.

Przyczyny ostrej niedomykalności mitralnej:
- zmiany płatków zastawki
- pęknięcie struny ścięgnistej
- choroby mięśni brodawkowatych
- choroby pierścienia zastawki.

## Patofizjologia
Przewlekła niedomykalność zastawki powoduje cofanie się krwi w czasie skurczu z lewej komory do lewego przedsionka. Ma miejsce przeciążenie objętościowe i ciśnieniowe lewej komory. Przeciążenie objętościowe i w mniejszym stopniu, ciśnieniowe lewego przedsionka prowadzi do jego znacznego poszerzenia i często powoduje migotanie. Dochodzi do wzrostu ciśnienia w krążeniu płucnym. Do niewydolności lewokomorowej z czasem dołącza się prawokomorowa. 
W ostrej niedomykalności nie ma czasu na przystosowawcze poszerzenie lewego przedsionka i ciśnienie w krążeniu płucnym szybko wzrasta, prowadząc do ostrego obrzęku płuc (nawet przy niewielkiej niedomykalności).

## Objawy i przebieg

### Objawy podmiotowe
W przewlekłej niedomykalności mitralnej dominują następujące objawy:
- uczucie zmęczenia
- duszność
- kołatanie serca
- trudności w połykaniu
- objawy prawokomorowej niewydolności serca (w ciężkiej niedomykalności).

### Objawy przedmiotowe
Objawy osłuchowe

Zjawiska osłuchowe w niedomykalności mitralnej: zaznaczono holosystoliczny pasmowaty szmer skurczowy i rozdwojenie drugiego tonu (S2)

- szmer skurczowy (holosystoliczny/ pansystoliczny), pasmowaty lub decrescendo, połączony z 1. tonem serca, najgłośniejszy zwykle nad koniuszkiem, promieniuje do lewego dołu pachowego i ku tyłowi do lewej łopatki, o głośności zazwyczaj korelującej z wielkością fali zwrotnej, głośniejszy przy nagłym kucnięciu, podczas ćwiczeń izometrycznych, po fenylefrynie; cichszy w pozycji stojącej i po azotanie amylu. Może nie trwać przez cały okres skurczu i nie występować wcale.
- często trzeci ton serca (S3) wskutek gwałtownego napełnienia jamy lewej komory, wynikający z przeciążenia objętościowego serca.
- szmer (turkot) przepływowy wczesnorozkurczowy w dużej niedomykalności, po S3
- szmer późnoskurczowy w wypadaniu płatka zastawki mitralnej lub w dysfunkcji mięśnia brodawkowatego
- sztywne rozdwojenie drugiego tonu (S2), wzmożenie P2 (gdy nadciśnienie płucne)
- ściszenie pierwszego tonu serca (S1)

Inne objawy
- unoszące uderzenie koniuszkowe, rozlane, przesunięte w lewo i w dół
- tętnienie w dołku podsercowym
- powiększona sylwetka serca w badaniu opukowym
- towarzyszący szmerowi mruk skurczowy, wyczuwalny nad koniuszkiem serca lub po prawej stronie mostka.

### Nieprawidłowości w badaniach dodatkowych
- EKG zwykle prawidłowe

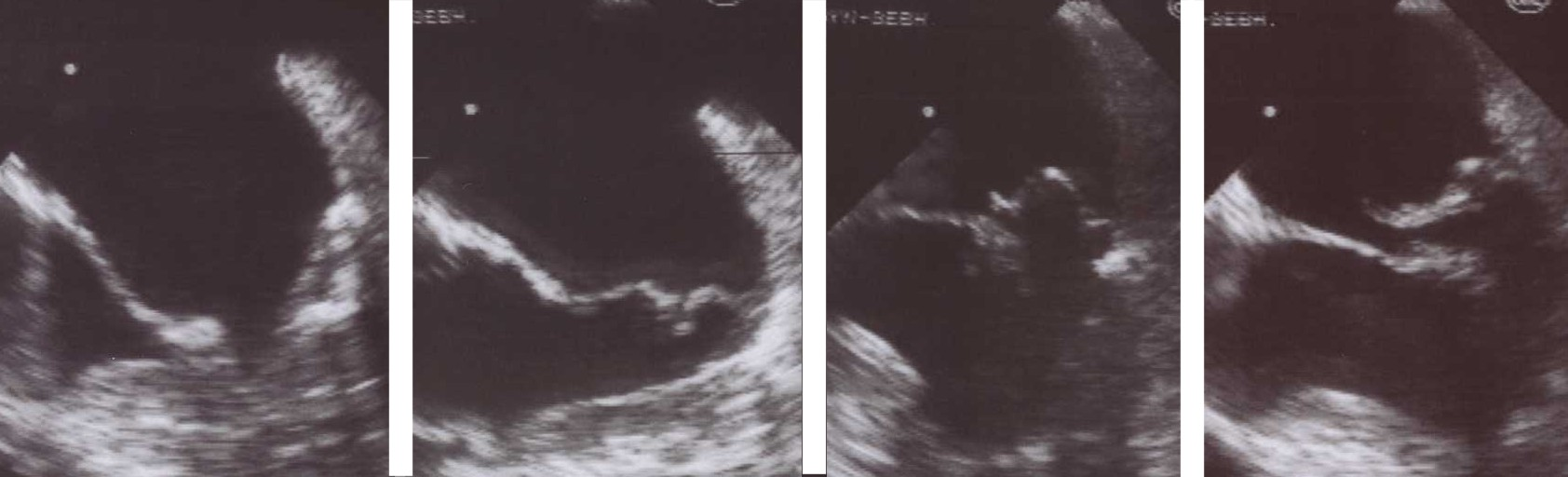
Obraz niedomykalności mitralnej spowodowanej wypadaniem płatka zastawki w echokardiografii przezprzełykowej (TEE). 1) rozkurcz 2) wczesny skurcz, płatki zastawki zaczynają się zamykać 3) tylny płatek zastawki wypada do światła przedsionka 4) początek otwarcia zastawki

- w RTG klatki piersiowej cechy powiększenia lewego serca, "sylwetka mitralna"
- ECHO serca: ocena fali niedomykalności:
  - <5 ml – nieistotna hemodynamicznie
  - 5-10 ml – mała niedomykalność
  - 10-30 ml – umiarkowana niedomykalność
  - >30 ml – duża niedomykalność.

### Powikłania
- migotanie przedsionków
- niewydolność serca
- nadciśnienie płucne
- nagły zgon sercowy

### Klasyfikacja
Wyróżnia się trzy typy niedomykalności mitralnej wg Carpentier'a:
- Typ I – z normalną ruchomością płatków, spowodowany poszerzeniem pierścienia mitralnego, np. w kardiomiopatii przebiegającej z rozstrzenią lewej komory, lub perforacją płatka;
- Typ II – ze wzmożoną ruchomością płatków, spowodowany wydłużeniem struny ścięgnistej, jej pęknięciem, poszerzeniem płatka, wydłużeniem, przemieszczeniem lub pęknięciem mięśnia brodawkowatego powodujących wypadanie płatka tylnego, przedniego lub obu płatków zastawki mitralnej;
- Typ III – z ograniczoną ruchomością płatków, spowodowany fuzją spoideł, fuzją lub pogrubieniem strun ścięgnistych, skróceniem strun lub aparatu podzastawkowego, wciągnięciem płatków lub dysfunkcją mięśnia lewej komory po zawale.

## Leczenie
- leki rozszerzające naczynia (nitrogliceryna, nitroprusydek sodu – w niedomykalności ostrej; karwedilol, monoazotan izosorbidu, ACEI, ARB – w niedomykalności przewlekłej)
- leczenie operacyjne: wskazaniem jest niestabilność hemodynamiczna. Polega na plastyce pierścienia zastawki z wszczepieniem pierścienia Carpentier'a lub wszczepieniu sztucznej technicznej, albo biologicznej protezy zastawki. Stosuje się również małoinwazyjne metody reperacji zastawki mitralnej metodą przezskórną[1][2]. Przezskórna naprawa zastawki mitralnej przy użyciu MitraClipu związana jest z poprawą funkcjonowania nerek[3].
- u pacjentów z ciężką niedomykalnością zastawki mitralnej stwierdzono lepsze wyniki bezpośrednie i długoterminowe w grupie poddanej plastyce zastawki niż u pacjentów u których wykonano wymianę zastawki[4].
- wymianę zastawki mitralnej można dokonać również metodą przezskórną[5][6].

## Klasyfikacja ICD10
| kod ICD10     | nazwa choroby                                      |
| ------------- | -------------------------------------------------- |
| ICD-10: I34.0 | Niereumatyczna niedomykalność zastawki dwudzielnej |
| ICD-10: I05.1 | Reumatyczna niedomykalność zastawki dwudzielnej    |
| ICD-10: Q23.3 | Wrodzona niedomykalność zastawki dwudzielnej       |